# Ruth Rewald
Ruth Rewald, née le 5 juin 1906 à Berlin-Wilmersdorf et probablement morte en 1942 à Auschwitz, est une autrice allemande de livres pour enfants d'origine juive. Son travail se rapproche de la littérature prolétarienne révolutionnaire ainsi que de la littérature humaniste.

## Biographie
Ruth Rewald est la seule enfant d'une famille juive assimilée. Après son Abitur, elle part étudier le droit à Berlin et Heidelberg mais y met finalement fin sans obtenir son diplôme en 1929.
En 1931, elle publie ses premiers romans - Rudi und sein Radi et Peter Meyer liest seine Geschichten vor - les premiers tomes d'une série pour enfants intitulée « Sonne und Regen im Kinderland ». L'année suivante, elle sort Müllerstraße, Jungens von heute, qui s'intéresse à la vie d'enfants travailleurs berlinois qui apprennent à vivre ensemble.
En mai 1933, après l'arrivée au pouvoir d'Adolf Hitler, Ruth Rewald et son époux émigrent à Paris car juifs et communistes. Là, le couple entre en contact avec la scène de l'émigration allemande de la ville. En 1935, elle tente d'émigrer aux États-Unis, sans succès.
Avec Janko, der Junge aus Mexiko en 1934, Ruth Rewald s'intéresse pour la première fois au sentiment d'être un apatride, l'histoire d'un jeune mexicain qui souhaite rentrer au Mexique pour y enseigner. Le livre est publié à Strasbourg dans les années 1930 et très peu d'exemplaires sont toujours disponibles dans le monde.
En septembre de l'année suivante, son époux Hans Schaul, fait partie des premiers volontaires allemands des Brigades internationales de la guerre d'Espagne tandis qu'elle reste à Paris, enceinte. Dans sa correspondance, il lui raconte l'histoire de quatre garçons de 12 à 14 ans ayant fui leur village pris par les phalangistes et voulant rejoindre les rangs des Républicains espagnols. Cette histoire lui inspire l'écriture de Vier spanische Jungen, un roman sur quatre garçons durant la Guerre d'Espagne qui sera son dernier ouvrage. Publié en 1987, près de cinquante ans plus tard, il est encore aujourd'hui le seul roman jeunesse sur cette guerre écrit par un Allemand. Ruth Rewald vient elle aussi en Espagne, à Madrid plus exactement, invitée par le commissaire de guerre Heiner Rau à visiter un foyer pour enfants en octobre 1937. La guerre d'Espagne ne finissant pas comme dans son roman, le manuscrit est refusé par tous les éditeurs.
À la déclaration de guerre, Hans Schaul est interné dans un camp de prisonniers car citoyen allemand mais Ruth Rewald échappe à l'internement grâce à sa fille.
Lors de l'Exode de 1940 en France, elle quitte Paris et se réfugie à Les Rosiers-sur-Loire (Maine-et-Loire) le 29 novembre 1940 où elle est arrêtée par le Gestapo le 17 juillet 1942 et envoyée à Auschwitz. Elle ne reviendra pas. Après son arrestation, elle écrit une carte tamponnée à la date du 18 novembre 1942 d'adieu à son époux emprisonné dans le camp de Djelfa (Algérie). Sa fille est déportée en 1944, et meurt aussi gazée à Auschwitz tandis que son père survit à la guerre.
Lors de son arrestation, la Gestapo confisque ses papiers, ses notes et ses manuscrits. Ce fonds est récupéré par l'Armée rouge lors de la bataille de Berlin dans un bureau du Reichssicherheitshauptamt (Office central de la sécurité du Reich) et transféré en URSS. Finalement, en 1957, le fonds est confié aux archives de la République démocratique allemande (aujourd'hui les archives fédérales).

## Hommages
Le nom de sa fille, Anja Schaul, est donné à l'école primaire de Les Rosiers-sur-Loire où la famille a vécu pendant la guerre.

## Œuvres
- Müllerstrasse. Jungens von heute, 1932
- Achtung - Renate!, 1933
- Janko, der Junge aus Mexiko, 1934 (Janko, le jeune mexicain. Itinéraire d'un apatride, traduit de l'allemand par Danielle Risterucci-Roudnicky, Paris, L'Harmattan, 2021)
- Tsao und Jing-Ling - Kinderleben in China, 1936 (Tsao et Jing-Ling - Enfances en Chine, traduit de l'allemand par Danielle Risterucci-Roudnicky, Paris, L'Harmattan, 2022)
- Vier spanisches Jungen, 1938